# Jaromír Jiroutek
Jaromír Jiroutek (20. března 1901 Praha – 11. března 1971 Kladno) byl první kladenský pediatr, zakladatel a primář dětského oddělení kladenské nemocnice, které po dobu jeho působení dosáhlo na svou dobu pozoruhodných výsledků v péči o nedonošené děti.

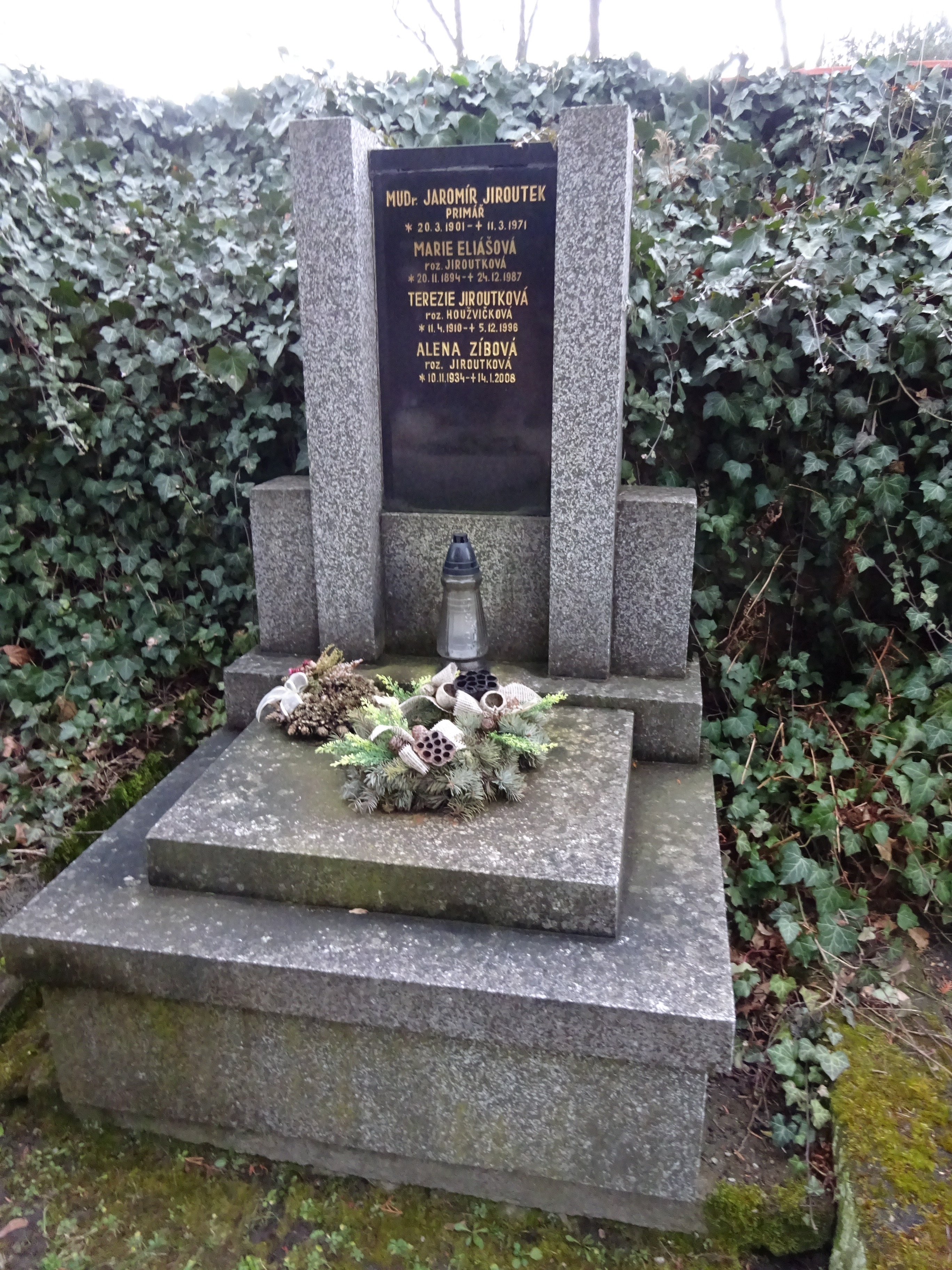
Hrob MUDr. Jiroutka na kladenském hřbitově

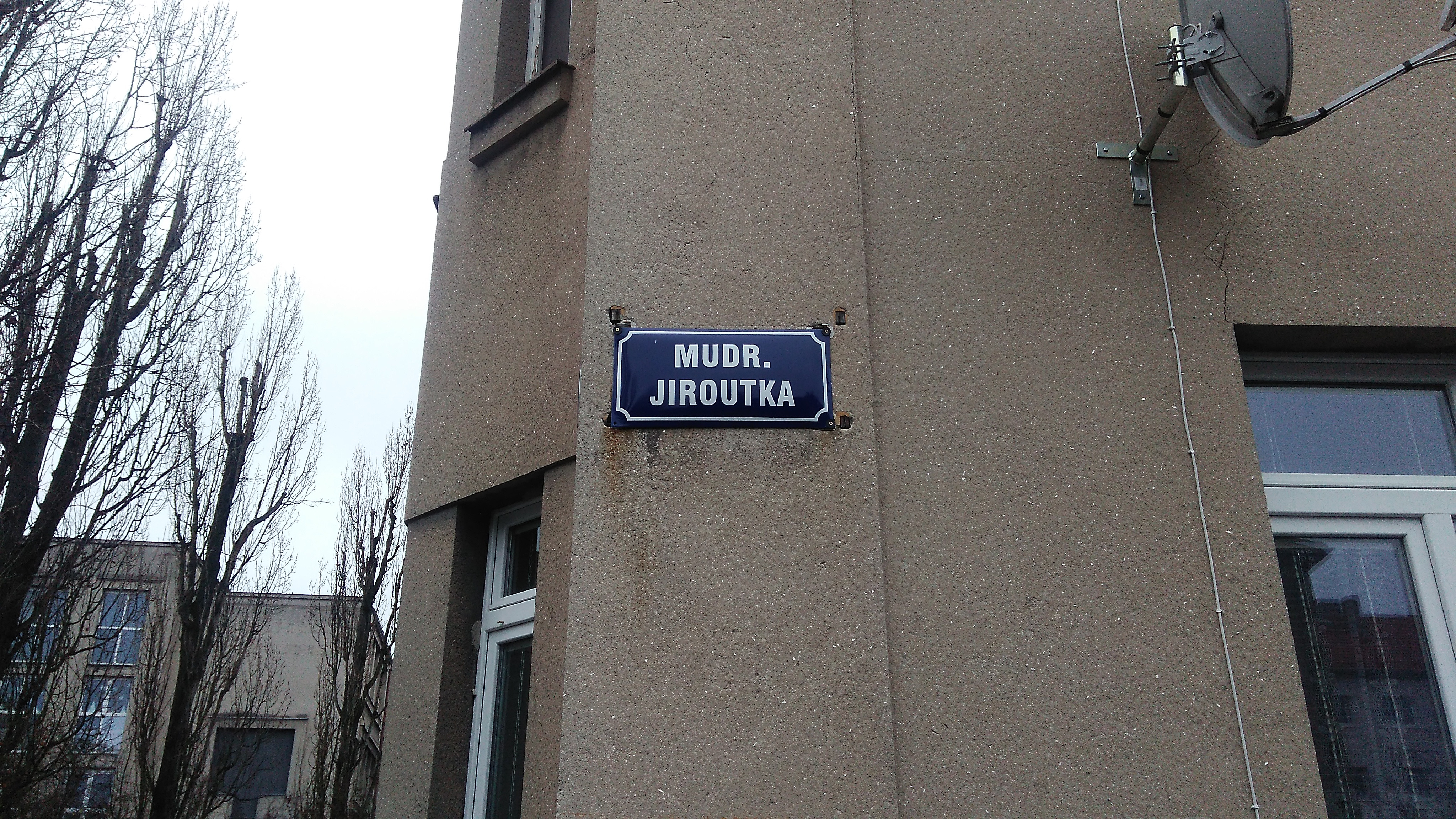
Ulice MUDr. Jiroutka v Kladně

Narodil se do rodiny řídicího učitele Aloise Jiroutka a jeho manželky Anny, roz. Štětkové. Do roku 1928 působil jako lékař v Praze a Nymburce, od roku 1929 jako první dětský lékař na Kladně. V roce 1949 vybudoval na Kladně první lůžkovou pediatrickou péči na interním oddělení nemocnice. V roce 1954 bylo v nemocnici otevřeno dětské oddělení, poté kojenecký ústav v Rozdělově. V roce 1959 byla na dětském oddělení zřízena mateřská a základní škola, jedna z prvních škol při nemocnici v Čechách. Na Kladně je po něm pojmenována ulice MUDr. Jiroutka v Habešovně. Jeho synem je architekt Jiří Jiroutek.

## Ocenění
- 20. září 2011 Cena města Kladna[2][3]